# Femmes en France

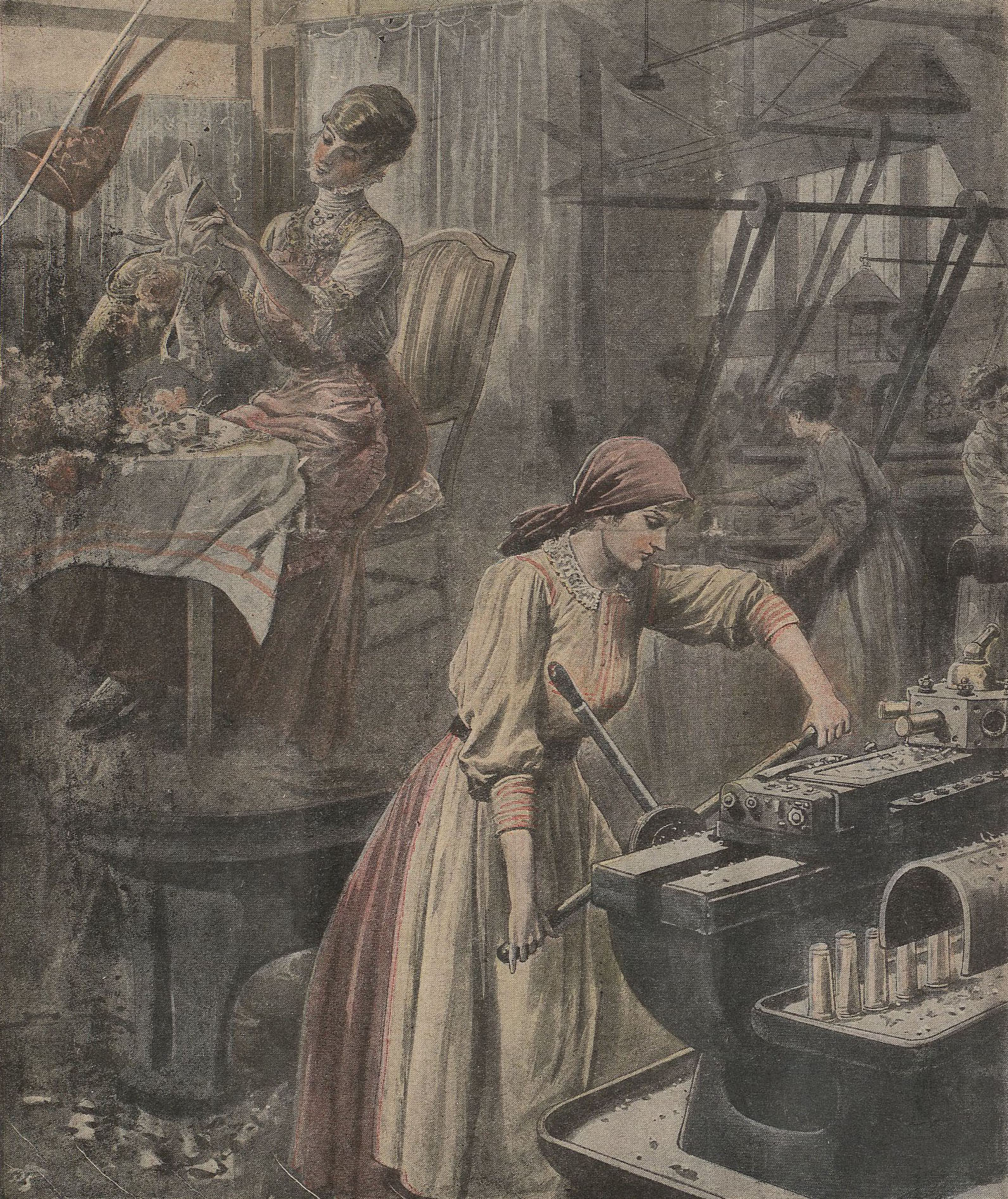
« L'ouvrière parisienne, avant la guerre, pendant la guerre. », chromo publié dans Le Petit Journal en 1916.

Le rôle des femmes en France a changé tout au long de l'histoire. En 1944, les femmes françaises obtiennent le droit de vote. Comme dans les autres pays occidentaux, le rôle des femmes a connu de nombreux changements sociaux et juridiques entre les années 1960 et 1970. Le féminisme français, qui tient ses origines de la Révolution française, a été influent au cours du XXe siècle par sa contribution au corpus théorique, en particulier à travers les travaux de Simone de Beauvoir.

## Histoire

### XVIIIeetXIXesiècles
Le rôle d'une femme dans la société française inclut les tâches domestiques comme : le ménage, préparer les repas selon la tradition, l'éducation des enfants, la récolte des cultures et les soins aux animaux de la ferme. Au début de la révolution industrielle, le rôle des femmes évolue : elles deviennent domestiques, ouvrières d'usine, lavandières. En général, ces mutations ne touchent pas les femmes bourgeoises car elles deviennent souvent dépendantes du soutien financier de leur mari ; en outre, les femmes de la classe sociale la plus favorisée ont tendance à confier leurs propres enfants à des nourrices.

### XXesiècle
Au début du XXe siècle, les femmes représentent 39 % de la population active dans l'industrie. Les tâches qui leur sont confiées évoluent avec les années mais surtout avec les lois Jules Ferry,.
En 1914, 35 000 jeunes filles fréquentent les écoles et les métiers se diversifient, le rôle des femmes passant de femme au foyer ou ouvrière à caissière de banque, vendeuse, etc. Lors de la Première Guerre mondiale, les femmes remplacent les hommes dans les usines pour augmenter la production d'armes et dans l'agriculture. Malgré les faibles revenus et la pénibilité du travail, elles continuent de travailler par solidarité.
À l'armistice de 1918, les femmes réintègrent le foyer tandis que les hommes reprennent leur activité professionnelle. La proportion de femmes ouvrières en France, en 1920, s'élève à 30 %. Les salaires restent faibles et la pénibilité du travail ne s'améliore pas. Le sexisme est très présent à cette époque et les hommes vivent comme une agression leur remplacement lors de la guerre. Les femmes ont toujours une place au travail, notamment dans l'industrie même si leurs postes sont sous-qualifiés et que les hommes tiennent les postes décisionnels.
À la fin des années 1920, après la Crise économique de 1929, le gouvernement incite les femmes à retourner au foyer mais, face à leur refus, les associations religieuses et la presse s'en mêlent, créant des débats. Les salaires des femmes sont 20 % à 30 % inférieurs à ceux des hommes.
Lors de la Seconde Guerre mondiale, les femmes remplacent à nouveau les hommes dans l'industrie mais le secteur d'activité évolue : elles se dirigent vers les métiers du social avec le métier d'infirmière malgré une loi en 1940, interdisant le travail aux femmes mariées.
Après la Libération de la France, la situation évolue pour les femmes : elles obtiennent le droit de vote en 1944 grâce à Louise Weiss[réf. souhaitée] et votent pour la première fois en 1946. Le travail des femmes se développe vers le secteur tertiaire et leur mode de vie change complètement.
Dans les années 1960, l'activité des femmes explose. Les filles reçoivent une instruction plus importante et elles entrent dans les études supérieures. Les femmes acquièrent une indépendance et leurs revenus sont corrects, permettant d'améliorer la vie du foyer familial.
À l'époque des Trente Glorieuses, le mode de vie des femmes change avec la légalisation de la contraception et l'avortement. Les conditions de travail évoluent et les métiers des femmes progressent avec des rôles importants comme adjointe au chef d'entreprise ou encore cadre.
Les femmes travaillent davantage dans le secteur tertiaire et administratif dans les années 1980.

## Éducation
L'éducation se développe et s'institutionnalise de plus en plus afin de fournir à l'Église et à l'État les fonctionnaires qui leur serviront de futurs administrateurs. Les filles sont également scolarisées, mais pas pour assumer des responsabilités politiques. Les filles n'avaient pas droit à des postes de direction et étaient généralement considérées comme dotées d'un intellect inférieur à celui de leurs homologues masculins. La France avait de nombreuses petites écoles locales où les enfants de la classe ouvrière - garçons et filles - apprenaient à lire, pour mieux « connaître, aimer et servir Dieu ». Les fils et les filles des nobles et des bourgeois recevaient une éducation sexospécifique : les garçons étaient envoyés à l'école supérieure, voire à l'université, tandis que leurs sœurs - si elles avaient la chance de quitter la maison - étaient envoyées en pension dans un couvent au programme vague. Le Siècle des Lumières a remis en question ce modèle, mais aucune véritable alternative n'a été proposée pour l'éducation des femmes. Ce n'est que par l'éducation à la maison que des femmes bien informées développaient leurs compétences, généralement dans le seul but d'éblouir en leurs salons.

## Démographie
En 2022, 49 % des naissances sont des filles. La proportion de femmes dépend de la classe d'âge, et toutes classes d'âge confondues, les femmes représentent en France 51,7 % de la population, elle était de 51,3 % en 1991. La proportion de femmes dépasse celle des hommes à l'âge de 26 ans, et augmente avec l'âge.

## Droits et santé
Les femmes obtiennent de nombreux droits sur leur sexualité dans la seconde moitié du XXe siècle. La Loi Neuwirth, actée en 1967, autorise l'usage des contraceptions. La Loi Veil légalise l'interruption volontaire de grossesse en 1975. 
En 2010, le taux de mortalité maternelle en France est de 8 décès sur 100 000 naissances. 
La France est l'un des premiers pays qui adopte une réglementation contre les mutilations génitales féminines afin de condamner juridiquement cette pratique. 

## Vie de famille

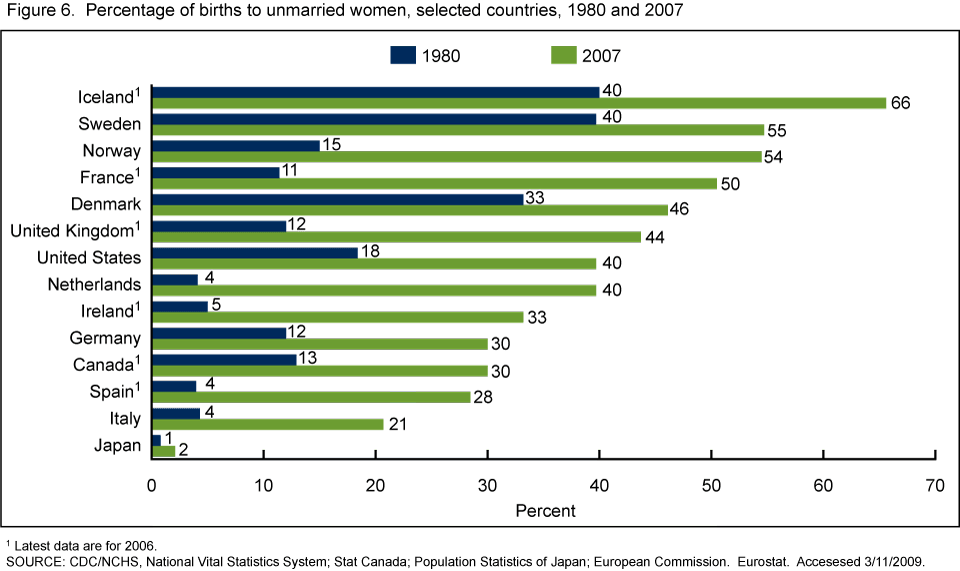
Pourcentage de naissances pour les femmes non mariées, dans plusieurs pays dont la France, en 1980 et en 2007

L'organisation de la vie de famille en France est traditionnellement conservatrice, basé sur le rôle de la femme, comme les autres pays riverains de la Méditerranée et les traditions de l'Église catholique. Sous le Code Napoléon, les femmes mariées sont subordonnées à l'autorité de leur mari. Les femmes mariées obtiennent le droit de travailler sans le consentement de leur conjoint en 1965.  
L'autorité d'un homme envers sa famille prend fin en 1970 (auparavant, les responsabilités parentales appartenaient uniquement au père qui prenait toutes les décisions juridiques concernant les enfants) et une nouvelle réforme, en 1985, abroge le pouvoir exclusif du père sur ses enfants. 
En 1990, la Cour de cassation autorise les actions judiciaires des femmes envers leur conjoint pour viol et/ou agression sexuelle. En 1994, le code pénal criminalise tout viol conjugal.  
En 1999, la France instaure le PACS pour les couples Hétérosexuels et Homosexuels. 
En 2005, les lois sur le divorce sont réformées, les procédures simplifiées et quatre types de divorces peuvent être obtenus : 
- Le divorce par consentement mutuel,
- Le divorce pour acceptation du principe de la rupture du mariage,
- Séparations de corps,
- Divorce pour altération définitive du lien conjugal.

Une loi adoptée en 2006 fait du viol d'un partenaire (y compris les relations non maritales) une circonstance aggravante dans les poursuites pour viol. 
Au cours des dernières décennies, le regard de la société sur la famille traditionnelle évolue et le nombre de naissances hors mariage croît. Selon l'étude européenne sur les valeurs, en 2008, 34,5 % des personnes interrogées affirment que le mariage est une institution dépassée.  
En 2014, 54 % des enfants sont nés hors mariage. En France, les réformes juridiques concernant la légitimité des enfants nés hors mariage ont commencé dans les années 1970. Mais ce n'est qu'au XXIe siècle que le principe d'égalité est pleinement respecté,. En 2001, la France est contrainte par la Cour européenne des droits de l'homme de modifier plusieurs lois jugées discriminatoires, et en 2013 la Cour a statué que ces modifications devaient également être appliquées aux enfants nés avant 2001.

## Féminisme
Le féminisme en France remonte à la révolution grâce à Olympe de Gouges qui est une figure du féminisme à cette époque et publie la Déclaration des droits de la femme et de la citoyenne. D'autres personnes célèbres se font remarquer au XIXe siècle, telles que Louise Michel, Élisabeth Dmitrieff et Nathalie Lemel, et englobent une partie des philosophies féministes qui émergent entre les années 1970 et 1990. Le féminisme français se distingue du féminisme anglophone par une approche plus philosophique et littéraire. Ces écrits sont métaphoriques et sont moins empreints de doctrines politiques.
Simone de Beauvoir, écrivaine française, philosophe existentialiste, militante politique et théoricienne sociale est une figure féministe importante. Elle est connue pour son essai Le Deuxième Sexe publié en 1949. 

## Violences familiales
Au XXIe siècle, la France prend de nombreuses mesures pour lutter contre les violences familiales et les violences contre les femmes en adoptant la loi n°2010-769 du 9 juillet 2010 relative aux violences faites spécifiquement aux femmes, aux violences au sein des couples et aux incidences de ces dernières sur les enfants. La France a également signé, en 2018, la Convention du Conseil de l'Europe sur la prévention et la lutte contre la violence à l'égard des femmes et la violence domestique. 
Avant 1975, les crimes passionnels étaient traités avec beaucoup d'indulgence sur le plan juridique en France. Entre 2004 et 2009, les anciens partenaires et les partenaires actuels sont responsables de plus de 80 % de toutes les situations de féminicide.  
En 2019, plus de 140 féminicides sont recensés soit 18 % de cas en plus comparés en 2018. Des manifestations dans plusieurs grandes villes de France se sont tenues pour lutter contre les violences faites aux femmes, et un Grenelle des violences conjugales a été organisé en novembre 2019,

## Religion
Selon l'Observatoire de la laïcité en 2019, rapport personnel des Français à la religion :
- Croyants (37 %)
- Athées ou non-croyants (31 %)
- Agnostiques (15 %)
- Indifférents (10 %)
- Pas de réponse (7 %)

La religion principale de la France est le catholicisme mais n'est plus une religion d'État. La liberté des religions est garantie par la Déclaration des droits de l'homme et du citoyen de 1789. La République est basée sur le principe de la laïcité, renforcée par les lois Jules Ferry en 1881 et par la loi de séparation des Églises et de l'État en 1905.  
En 2010, une loi interdisant la dissimulation du visage dans l'espace public est promulguée et interdit le port du niqab, de la burqa et tout autre vêtement similaire dans les lieux publics.  
En 2014, la Cour européenne des droits de l'homme reconnaît cette loi en acceptant l'argument du gouvernement français qui est « une certaine idée du vivre ensemble ».  
En moyenne, 37 % des français en 2019 sont croyants. 48 % des français sont Catholiques, 34 % appartiennent à aucune religion tandis que 11 % des français appartiennent à une autre religion telle que l'Islam, le Judaïsme, ou le Bouddhisme.   

## Art
À partir de la fin du XVIIIe siècle et jusque dans les années 1800, il y a eu un grand nombre de femmes peintres françaises. Et ce, malgré le fait que seules quelques femmes choisies ont été admises dans des écoles artistiques reconnues, dont la prestigieuse Académie royale de peinture et de sculpture. Parmi les peintres françaises de la fin du XVIIIe siècle se trouvent par exemple Adélaïde Labille-Guiard, Anne Vallayer-Coster et Élisabeth Vigée Le Brun. Vallayer-Coster s'est fait remarquer par ses peintures figuratives des filles du roi Louis XV et de sa belle-fille la reine Marie-Antoinette. La reine et Mesdames ont également aidé Labille-Guiard et Vigée Le Brun à obtenir leur admission à l'Académie, ce qui a provoqué un grand émoi dans la presse, qui a décidé de les opposer comme des rivales. 
La Révolution française en 1789 a créé un environnement hostile pour les artistes de l'époque, en particulier ceux soutenus par la famille royale. Vigée Le Brun et Vallayer-Coster, ainsi que de nombreuses autres femmes artistes, se sont réfugiées dans d'autres régions d'Europe et en Russie. Labille-Guiard, cependant, choisit de rester et se construit une réputation respectable en peignant les visages de la Révolution. Après la Révolution, des artistes féminines moins connues ont pu utiliser le Salon, désormais largement ouvert, pour présenter leur art à un public plus réceptif.
C'est la monarchie qui a donné aux femmes artistes, en particulier aux peintres, la possibilité de réussir. L'Académie royale a été fermée et remplacée par une institution qui interdisait l'admission des femmes. Certaines femmes artistes proches de la monarchie ont même été exécutées. 
Au XIXe siècle, l'Académie des beaux-arts ferme ses portes aux femmes. Les rôles de genre ont entravé la carrière artistique des femmes françaises. Alors que le dessin et la peinture au niveau amateur sont encouragés dans le cadre d'une bonne éducation bourgeoise, les femmes ne sont pas socialement autorisées à s'engager dans des carrières professionnelles qui n'étaient pas considérées comme importantes pour la société. 
En 1860, Marie Bracquemond, une artiste impressionniste montante, se moque de son professeur, le célèbre peintre Jean-Auguste-Dominique Ingres : « La sévérité de Monsieur Ingres m'effraie... parce qu'il doute du courage et de la persévérance d'une femme dans le domaine de la peinture... Il ne leur confie que la peinture de fleurs, de fruits, de natures mortes, de portraits et de scènes de genre ».  
Dans les années 1870, les cours de dessin s'ouvrent davantage aux étudiantes françaises qui aspirent à devenir artistes à Paris. L'artiste française qui remporte le plus de succès à cette époque est peut-être Rosa Bonheur, bien connue pour ses peintures d'animaux ainsi que pour ses sculptures. A une époque dominée par les hommes dans l'art, Bonheur est reçue très positivement et très bien notée par tous ses pairs. Dans une tentative de rejeter les rôles de genre, elle a adopté une coiffure courte et a également demandé à la police la permission de porter des pantalons d'homme afin de rester relativement inaperçue dans les fermes et les abattoirs pendant qu'elle peignait des animaux et étudiait l'anatomie animale.  
En raison de ces préoccupations, les femmes sont plus susceptibles d'adopter des mouvements comme l'impressionnisme qui mettent l'accent sur des sujets quotidiens, et non sur des thèmes historiques, qui pouvaient être peints à la maison. Malgré ces obstacles, la France était encore l'un des principaux pays appliquant la tutelle privée aux femmes artistes à la fin du XVIIIe siècle. Il ne faut pas en conclure que la France n'était pas en retard sur son temps. Cependant, lorsque l'École des Beaux-Arts a commencé à admettre des femmes en 1897, la France est devenue l'un des derniers pays d'Europe occidentale qui offre aux femmes une éducation financée par l'État.